# Argyrolobium transvaalense
Argyrolobium transvaalense är en ärtväxtart som beskrevs av Schinz. Argyrolobium transvaalense ingår i släktet Argyrolobium och familjen ärtväxter. Inga underarter finns listade i Catalogue of Life.